# 矢島悦太郎
矢島 悦太郎（やじま えつたろう、1906年3月6日 - 2001年2月22日）は、日本の社会政策学者。中央大学名誉教授。中央大学経済学部長や、社会政策学会代表幹事を務めた。

## 人物・経歴
新潟県長岡市出身。新潟県立長岡中学校（現新潟県立長岡高等学校）を経て、1931年東京商科大学（現一橋大学）学部卒業。井藤半彌ゼミ出身。1958年から1960年まで第5期社会政策学会代表幹事。1963年から1967年まで中央大学経済学部長。1970年から1972年まで第11期社会政策学会代表幹事。中央大学バドミントン部部長なども務めた。中央大学定年後、1986年まで亜細亜大学教授。2001年2月22日、急性肺炎のため死去。

## 栄典
- 1977年 勲三等瑞宝章[7]
- 2001年 正五位[8]

## 著書
- 『社会政策』広文社 1940年
- 『概説社会思想史』東京文化研究所出版部 1949年
- 『社会政策』中央大学通信教育部事務局 1951年
- 『社会政策社会理論研究』日本評論社 1966年
- 『社会政策概論』有斐閣 1969年
- 『社会政策理論の根本問題』中央大学出版部 1981年